# John Hartle
John Hartle (Chapel-en-le-Frith, 22 dicembre 1933 – Scarborough, 31 agosto 1968) è stato un pilota motociclistico britannico.

## Carriera
Scoperto dal team manager Eric Bowers, Hartle fece la sua prima apparizione in una gara di rilievo al Manx Grand Prix 1953, dove fu 21º nella classe Junior e 15º nella classe Senior. L'anno successivo si fece notare arrivando terzo allo Junior Manx GP.
I buoni risultati a livello nazionale lo fecero diventare nel 1955 pilota ufficiale della Norton, a fianco di Jack Brett e John Surtees. Hartle fu in Norton sino al 1956 anno in cui la Casa di Birmingham si ritirò ufficialmente dalle competizioni. In quel biennio ottenne alcuni buoni piazzamenti e la sua prima vittoria nel Mondiale, al GP dell'Ulster '56.
Ritiratasi la Norton, nell'annata successiva gareggiò sempre con la stessa moto in forma privata. Nel 1958, venne ingaggiato dalla MV Agusta su consiglio di John Surtees. Hartle rimase a Cascina Costa sino al 1959, arrivando per tre volte secondo nel Mondiale (nel '58 in 350 e Classe 500; nel '59 in 350). Nel 1960 il britannico fu sostituito in MV da Remo Venturi, ma la Casa lombarda lo richiamò per correre il Tourist Trophy: Hartle vinse lo Junior TT e fu secondo al Senior TT. Nello stesso anno, su una Norton privata, vinse di nuovo il GP dell'Ulster.
Dopo due anni di pausa dalle competizioni mondiali a causa di un incidente sul circuito di Scarborough, si ripresentò nuovamente al via del Mondiale nel 1963, questa volta in sella alle Gilera quattro cilindri ex ufficiali gestite dal team di Geoff Duke, con cui ottenne una vittoria ad Assen e, a fine stagione, fu sesto in 350 e terzo in 500.
Una frattura cranica alla Coppa d'Oro Shell di Imola 1964 costrinse Hartle ad altri due anni di riabilitazione. Lo si rivide in pista nel 1967: nel Mondiale corse con una Matchless privata con cui fu terzo a fine stagione dietro ad Agostini e Hailwood, mentre al Tourist Trophy vinse la classe Production 750 con una Triumph Bonneville.
Nella stagione '68 si ripresentò con la Matchless, ma per il TT fu ingaggiato dalla MV per affiancare Agostini, con poca fortuna: un incidente nella gara Production 750 gli impedì di correre lo Junior TT, mentre al Senior TT fu costretto a ritirarsi per una caduta.
È perito in seguito a un incidente di gara sul circuito di Scarborough il 31 agosto 1968.

## Risultati nel motomondiale

### Classe 250
| 1957 | Classe | Moto      |  |  |  |   |  |     |  |  |  |  |  | Punti | Pos. |
| ---- | ------ | --------- |  |  |  | - |  | --- |  |  |  |  |  | ----- | ---- |
| 1957 | 250    | MV Agusta |  |  |  | 1 |  | Rit |  |  |  |  |  | 8     | 5º   |

| 1961 | Classe | Moto  |  |  |  |  |  |     |  |     |     |  |  | Punti | Pos. |
| ---- | ------ | ----- |  |  |  |  |  | --- |  | --- | --- |  |  | ----- | ---- |
| 1961 | 250    | Honda |  |  |  |  |  | Rit |  | Rit | Rit |  |  | 0     |      |

| Legenda | 1º posto        | 2º posto            | 3º posto            | A punti      | Senza punti        | Grassetto – Pole position Corsivo – Giro più veloce |
| Legenda | Gara non valida | Non qual./Non part. | Ritirato/Non class. | Squalificato | '-' Dato non disp. | Grassetto – Pole position Corsivo – Giro più veloce |

### Classe 350
| 1955 | Classe | Moto   |    |   |   |   |   |   |   |   |  |  |  |  |  | Punti | Pos. |
| ---- | ------ | ------ | -- | - | - | - | - | - | - | - |  |  |  |  |  | ----- | ---- |
| 1955 | 350    | Norton | NE | - | 6 | - | - | - | 2 | - |  |  |  |  |  | 7     | 9º   |

| 1956 | Classe | Moto   |   |   |   |   |   |  |  |  |  |  |  |  |  | Punti | Pos. |
| ---- | ------ | ------ | - | - | - | - | - |  |  |  |  |  |  |  |  | ----- | ---- |
| 1956 | 350    | Norton | 3 | - | - | - | 3 |  |  |  |  |  |  |  |  | 8     | 8º   |

| 1957 | Classe | Moto   |   |     |   |   |   |   |  |  |  |  |  |  |  | Punti | Pos. |
| ---- | ------ | ------ | - | --- | - | - | - | - |  |  |  |  |  |  |  | ----- | ---- |
| 1957 | 350    | Norton | 2 | Rit | 6 | - | 4 | 6 |  |  |  |  |  |  |  | 11    | 5º   |

| 1958 | Classe | Moto      |     |   |   |   |   |   |   |  |  |  |  |  |  | Punti | Pos. |
| ---- | ------ | --------- | --- | - | - | - | - | - | - |  |  |  |  |  |  | ----- | ---- |
| 1958 | 350    | MV Agusta | Rit | 2 | 2 | 2 | - | 2 | 2 |  |  |  |  |  |  | 24    | 2º   |

| 1959 | Classe | Moto      |   |   |  |    |    |   |     |   |  |  |  |  |  | Punti | Pos. |
| ---- | ------ | --------- | - | - |  | -- | -- | - | --- | - |  |  |  |  |  | ----- | ---- |
| 1959 | 350    | MV Agusta | 3 | 2 |  | NE | NE | 2 | Rit | - |  |  |  |  |  | 16    | 2º   |

| 1960 | Classe | Moto               |   |   |   |    |    |   |   |  |  |  |  |  |  | Punti | Pos. |
| ---- | ------ | ------------------ | - | - | - | -- | -- | - | - |  |  |  |  |  |  | ----- | ---- |
| 1960 | 350    | MV Agusta e Norton | - | 1 | - | NE | NE | 2 | 3 |  |  |  |  |  |  | 18    | 3º   |

| 1961 | Classe | Moto |    |   |    |   |   |    |   |   |     |   |    |  |  | Punti | Pos. |
| ---- | ------ | ---- | -- | - | -- | - | - | -- | - | - | --- | - | -- |  |  | ----- | ---- |
| 1961 | 350    | n.d. | NE | - | NE | - | - | NE | - | - | Rit | - | NE |  |  | 0     |      |

| 1963 | Classe | Moto   |    |     |    |   |   |    |   |   |   |   |    |    |  | Punti | Pos. |
| ---- | ------ | ------ | -- | --- | -- | - | - | -- | - | - | - | - | -- | -- |  | ----- | ---- |
| 1963 | 350    | Gilera | NE | Rit | NE | 2 | - | NE | - | - | - | - | NE | NE |  | 6     | 6º   |

| 1968 | Classe | Moto              |   |    |  |   |    |   |   |    |   |  |  |  |  | Punti | Pos. |
| ---- | ------ | ----------------- | - | -- |  | - | -- | - | - | -- | - |  |  |  |  | ----- | ---- |
| 1968 | 350    | Metisse-Aermacchi | 7 | NE |  | - | NE | - | - | NE | - |  |  |  |  | 0     |      |

| Legenda | 1º posto        | 2º posto            | 3º posto            | A punti      | Senza punti        | Grassetto – Pole position Corsivo – Giro più veloce |
| Legenda | Gara non valida | Non qual./Non part. | Ritirato/Non class. | Squalificato | '-' Dato non disp. | Grassetto – Pole position Corsivo – Giro più veloce |

### Classe 500
| 1955 | Classe | Moto   |  |  |    |  |  |  |   |  |  |  |  |  |  | Punti | Pos. |
| ---- | ------ | ------ |  |  | -- |  |  |  | - |  |  |  |  |  |  | ----- | ---- |
| 1955 | 500    | Norton |  |  | 13 |  |  |  | 2 |  |  |  |  |  |  | 6     | 7º   |

| 1956 | Classe | Moto   |   |  |  |  |   |  |  |  |  |  |  |  |  | Punti | Pos. |
| ---- | ------ | ------ | - |  |  |  | - |  |  |  |  |  |  |  |  | ----- | ---- |
| 1956 | 500    | Norton | 2 |  |  |  | 1 |  |  |  |  |  |  |  |  | 14    | 3º   |

| 1957 | Classe | Moto   |  |  |     |     |     |   |  |  |  |  |  |  |  | Punti | Pos. |
| ---- | ------ | ------ |  |  | --- | --- | --- | - |  |  |  |  |  |  |  | ----- | ---- |
| 1957 | 500    | Norton |  |  | Rit | Rit | Rit | 9 |  |  |  |  |  |  |  | 0     |      |

| 1958 | Classe | Moto      |     |   |   |   |  |   |     |  |  |  |  |  |  | Punti | Pos. |
| ---- | ------ | --------- | --- | - | - | - |  | - | --- |  |  |  |  |  |  | ----- | ---- |
| 1958 | 500    | MV Agusta | Rit | 2 | 3 | 2 |  | 3 | Rit |  |  |  |  |  |  | 20    | 2º   |

| 1959 | Classe | Moto      |  |     |  |  |  |    |     |  |  |  |  |  |  | Punti | Pos. |
| ---- | ------ | --------- |  | --- |  |  |  | -- | --- |  |  |  |  |  |  | ----- | ---- |
| 1959 | 500    | MV Agusta |  | Rit |  |  |  | NE | Rit |  |  |  |  |  |  | 0     |      |

| 1960 | Classe | Moto               |  |   |     |   |  |   |   |  |  |  |  |  |  | Punti | Pos. |
| ---- | ------ | ------------------ |  | - | --- | - |  | - | - |  |  |  |  |  |  | ----- | ---- |
| 1960 | 500    | MV Agusta e Norton |  | 2 | Rit | 8 |  | 1 | 5 |  |  |  |  |  |  | 16    | 3º   |

| 1961 | Classe | Moto   |    |  |  |  |  |     |  |     |     |  |  |  |  | Punti | Pos. |
| ---- | ------ | ------ | -- |  |  |  |  | --- |  | --- | --- |  |  |  |  | ----- | ---- |
| 1961 | 500    | Norton | NE |  |  |  |  | Rit |  | Rit | Rit |  |  |  |  | 0     |      |

| 1963 | Classe | Moto   |    |    |    |   |   |    |   |     |     |  |  |    |  | Punti | Pos. |
| ---- | ------ | ------ | -- | -- | -- | - | - | -- | - | --- | --- |  |  | -- |  | ----- | ---- |
| 1963 | 500    | Gilera | NE | NE | NE | 2 | 1 | 15 | 2 | Rit | Rit |  |  | NE |  | 20    | 3º   |

| 1964 | Classe | Moto   |   |    |    |  |  |  |  |  |  |  |  |    |  | Punti | Pos. |
| ---- | ------ | ------ | - | -- | -- |  |  |  |  |  |  |  |  | -- |  | ----- | ---- |
| 1964 | 500    | Norton | 3 | NE | NE |  |  |  |  |  |  |  |  | NE |  | 4     | 14º  |

| 1967 | Classe | Moto               |    |  |    |   |  |  |   |   |   |   |   |  |    | Punti | Pos. |
| ---- | ------ | ------------------ | -- |  | -- | - |  |  | - | - | - | - | - |  | -- | ----- | ---- |
| 1967 | 500    | Matchless e Norton | NE |  | NE | 6 |  |  | 2 | 5 | 2 | 2 | 6 |  | NE | 22    | 3º   |

| 1968 | Classe | Moto    |     |  |     |   |    |   |     |  |   |  |  |  |  | Punti | Pos. |
| ---- | ------ | ------- | --- |  | --- | - | -- | - | --- |  | - |  |  |  |  | ----- | ---- |
| 1968 | 500    | Metisse | Rit |  | Rit | 9 | 11 | 9 | Rit |  | 3 |  |  |  |  | 4     | 16º  |

| Legenda | 1º posto        | 2º posto            | 3º posto            | A punti      | Senza punti        | Grassetto – Pole position Corsivo – Giro più veloce |
| Legenda | Gara non valida | Non qual./Non part. | Ritirato/Non class. | Squalificato | '-' Dato non disp. | Grassetto – Pole position Corsivo – Giro più veloce |